# Tanjung Besar (Manna)
Tanjung Besar is een bestuurslaag in het regentschap Bengkulu Selatan van de provincie Bengkulu, Indonesië. Tanjung Besar telt 592 inwoners (volkstelling 2010).